# Sveti Andrija (wyspy Elafickie)
Sveti Andrija – chorwacka skalista wyspa, najbardziej oddalona od kontynentu (7 km) i najbardziej wysunięta na południe spośród wszystkich wysp archipelagu Elafickiego.
Wyspa jest położona 3 km na południe od wyspy Lopud i 10 km na zachód od Dubrownika. Jej powierzchnia wynosi 3,63 ha; długość linii brzegowej 1214 m, długość 424 m, a szerokość 100 m. Najwyższy punkt wyspy wznosi się 23 m n.p.m. Na zachodnim brzegu, mniej więcej w środkowej części wysepki znajduje się latarnia morska (sygnał B Bl 15s). Na południowy zachód od wyspy, w odległości ok. 400 m jest mielizna, która również nosi nazwę Sveti Andrija. Inna, znacznie większa wyspa chorwacka, należąca do archipelagu Viskiego, nazywa się tak samo.
Wysepka stanowi ciekawe miejsce dla nurków – jest tutaj podwodna jaskinia na głębokości 26 m i ścianka z czerwonego koralu.